# Pietro Vittorelli

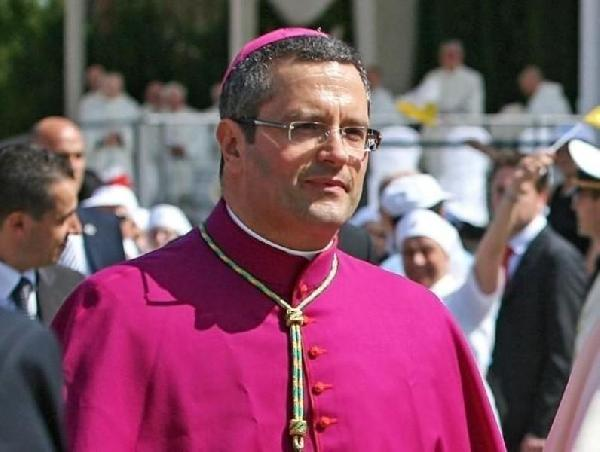
Erzabt Pietro Vittorelli als Abtordinarius von Montecassino (2009)

Wappen Vittorellis als Territorialabt von Montecassino

Pietro Vittorelli OSB (* 30. Juni 1962 in Rom; † 13. Oktober 2023 ebenda) war ein italienischer Benediktinermönch und Erzabt des Klosters Montecassino.

## Leben
Er studierte nach dem Abitur Medizin an der Universität La Sapienza. 1989 trat er in die Benediktinerabtei Montecassino ein, wo er am 13. Januar 1991 seine Profess in die Hände seines Abtes Bernardo Fabio D’Onorio ablegte. Theologie studierte er am Päpstlichen Athenaeum Sant’Anselmo.
Er empfing am 26. Juni 1994 in Montecassino die Priesterweihe. Seit 1997 war er Novizenmeister und Sekretär seines Abtes. Die Mönche seines Klosters wählten Pietro Vittorelli am 25. Oktober 2007 zum 191. Abt von Montecassino, nachdem sein Vorgänger Bernardo D’Onorio zum Erzbischof von Gaeta ernannt worden war. Papst Benedikt XVI. bestätigte am 17. November desselben Jahres diese Wahl. Am 28. Dezember 2007 erhielt er die Abtsbenediktion und wurde in sein Amt eingeführt.
Papst Franziskus nahm am 12. Juni 2013 sein nach einem Schlaganfall aus gesundheitlichen Gründen vorgebrachtes Rücktrittsgesuch an.
Er starb im Alter von 61 Jahren in seiner Wohnung in Rom.

## Ermittlungen
Gegen Vittorelli ermittelten ab 2015 die italienischen Finanzbehörden wegen Veruntreuung und Geldwäsche. Er wurde verdächtigt, während seiner Amtszeit als Erzabt mehr als 500.000 Euro veruntreut zu haben. Die Staatsanwaltschaft veranlasste die Pfändung seines Kontos in Höhe dieser Summe. Im Mai 2023 wurde er freigesprochen, da keine strafbaren Handlungen feststellbar waren.